# Dremomys lokriah
Lo scoiattolo dell'Himalaya dal ventre arancio (Dremomys lokriah Hodgson, 1836) è un mammifero della famiglia Sciuridae, diffuso in Bangladesh, Birmania, Bhutan, Cina, India, Nepal.

## Descrizione
Lo scoiattolo dell'Himalaya dal ventre arancio raggiunge una lunghezza di circa 16.5-20.5 centimetri, dalla testa alla coda, con un peso di circa 120-240 grammi. La coda è lunga da 13.5 a 20 centimetri ed è quindi un po' più corta rispetto al resto del corpo. Le zampe posteriori raggiungono una lunghezza compresa fra 38 e 48 millimetri, le orecchie sono lunghe da 15 a 24 millimetri. Questa specie presenta una colorazione che varia dal rosso al marrone scuro sulla parte superiore, non presenta colorazione rossastra su guance e fianchi, il ventre varia da arancione a un giallo-marrone. Sulla parte posteriore delle orecchie hanno delle macchie bianche. La coda è intervallata da singole punte di peli bianchi sul lato superiore, nel lato inferiore è nera con singoli peli arancioni ma mai rossi.

## Biologia

### Comportamento
È un animale diurno.

### Alimentazione
La sua dieta è prettamente arboricola.

### Riproduzione
Le cucciolate danno alla luce da due a cinque nascituri.

## Distribuzione e habitat

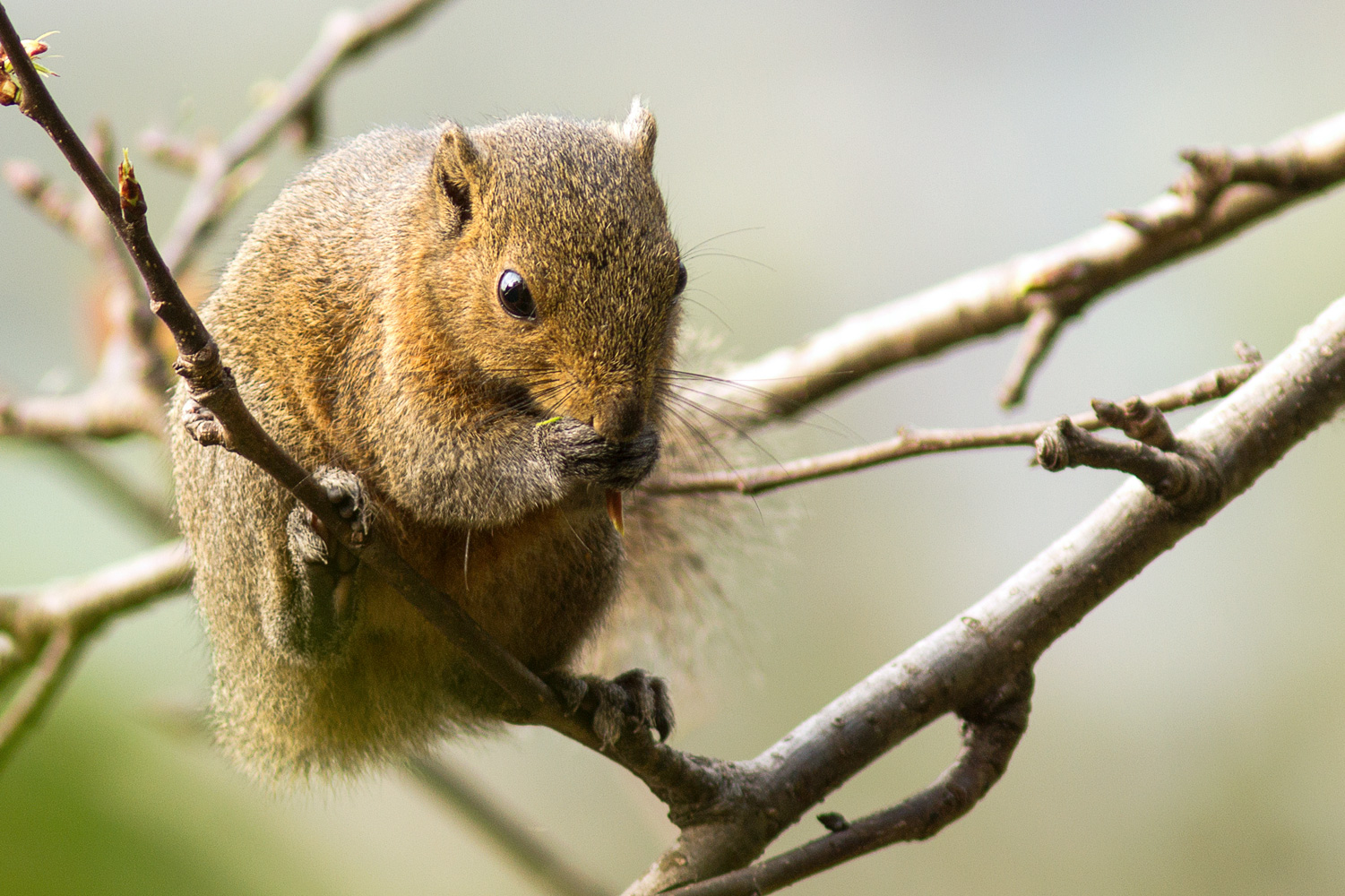
Dremomys lokriah

Lo scoiattolo dell'Himalaya dal ventre arancio è diffuso nell'ecozona indomalese e in quella paleartica. Nel dettaglio, nel nord-est dell'Asia meridionale, nella Cina meridionale e nel sud-est asiatico occidentale. L'area di distribuzione si estende dall'Himalaya in Nepal e Bhutan, attraverso parti dell'India settentrionale, fino alla Birmania occidentale e settentrionale e al Bangladesh settentrionale. In Cina la specie vive nel sud dello Xizang e nello Yunnan orientale.
Si può trovare nelle foreste di latifoglie subtropicali dell'Himalaya, nelle foreste di latifoglie dell'Himalaya orientale, nelle foreste decidue umide dell'Irrawaddy, nelle foreste di conifere subalpine dell'Himalaya nord-orientale, nella pineta dell'India nordoccidentale e Birmania, nelle doreste subtropicali del Triangolo d'Oro settentrionale, nella pineta subtropicale dell'Himalaya, nei prati e arbusteti alpini dell'Himalaya orientale, nelle foreste subtropicali del Meghalaya, nelle foreste temperate del Triangolo d'Oro settentrionale, nelle foreste montane Chin Hills-Arakan Yoma, nelle foreste pluviali di Mizoram-Manipur-Kachin, nelle foreste di conifere subalpine dell'Himalaya occidentale, nelle foreste subtropicali dell'Indocina settentrionale e nelle foreste di conifere e miste della gola di Nujiang Langcang. Vive tra le cavità di diverse specie di piante, tra cui querce, bambù, abeti e pini.
Questa specie vive ad altitudini comprese tra i 1 500 e i 3 400 metri.
La popolazione dello scoiattolo dell'Himalaya è protetta grazie al fatto che vive in alcune aree naturali protette, tra cui: parco naturale Eagle's Nest, parco naturale del Kamlang, parco nazionale di Namdapha, parco naturale di Pakhui, parco naturale delle orchidee di Sessa, parco naturale di Tale Valley, parco nazionale di Lawachara.

## Tassonomia
A questa specie di roditori appartengono le seguenti sottospecie:
- Dremomys lokriah lokriah Hodgson, 1836
- Dremomys lokriah garonum Thomas, 1922
- Dremomys lokriah macmillani Thomas e Wroughton, 1916
- Dremomys lokriah motuoensis Cai e Zhang, 1980
- Dremomys lokriah nielamuensis Li e Wang, 1992
- Dremomys lokriah pagus Moore, 1956

## Conservazione
Lo scoiattolo dell'Himalaya dal ventre arancio è stato valutato come specie a rischio minimo dalla IUCN. La ragione di ciò è dovuta alla superficie di distribuzione relativamente ampia e alla presunta popolazione della specie. Le potenziali cause di minaccia per la popolazione di questa specie in Nepal e in Bangladesh sono la progressiva deforestazione e la frammentazione degli habitat. Nel nord-est dell'India, la minaccia principale è la caccia come fonte di carne.